# Championnats de France d'athlétisme 1912
Navigation
Championnats 1911 Championnats 1913
Les Championnats de France d'athlétisme 1912 ont eu lieu le 16 juin 1912 à Colombes. Les épreuves se sont déroulées sous la pluie le matin et avec un vent important toute la journée. Ces championnats ont servi d'épreuve sélective pour les Jeux olympiques de 1912.

## Palmarès
| Discipline                 | Athlète               | Performance   |
| -------------------------- | --------------------- | ------------- |
| 100 m                      | René Mourlon          | 11 s 0        |
| 200 m                      | Pierre Failliot       | 23 s 6        |
| 400 m                      | Charles Lelong        | 51 s 8        |
| 800 m                      | Jacques Keyser (NED)  | 1 min 59 s 6  |
| 1 500 m                    | Henri Arnaud          | 4 min 12 s 8  |
| 5 000 m                    | Jean Bouin            | 15 min 22 s 4 |
| 110 m haies                | Joseph de Guanderax   | 16 s 2        |
| 400 m haies                | Charles Poulenard     | 59 s 6        |
| Saut en hauteur            | André Labat           | 1,73 m        |
| Saut en hauteur sans élan  | Géo André Kahn Pettré | 1,45 m        |
| Saut à la perche           | Maurice Garon         | 3,45 m        |
| Saut en longueur           | André Campana         | 6,89 m        |
| Saut en longueur sans élan | Alfred Motté          | 3,24 m        |
| Lancer du poids            | Raoul Paoli           | 12,50 m       |
| Lancer du disque           | André Tison           | 38,42 m       |
| Lancer du javelot          | Pierre Failliot       | 44,89 m       |